# Aleksandar Trišović
Aleksandar Trišović (en serbe en écriture cyrillique : Александар Тришовић), né le 25 novembre 1983 à Kraljevo en Yougoslavie (auj. en Serbie), est un footballeur international serbe qui évoluait au poste de milieu de terrain.
Trišović a marqué un but lors de ses cinq sélections avec l'équipe de Serbie en 2006.

## Palmarès

### En équipe nationale
- 5 sélections et 1 but avec l'équipe de Serbie en 2006.

### Avec l'Étoile Rouge de Belgrade
- Champion de Serbie en 2007.
- Vainqueur de la Coupe de Serbie en 2007.